# 生協テニスクラブ
生協テニスクラブ（せいきょうテニスクラブ、Noda CO-OP Tennis Club）は、かつて千葉県に存在した日本のテニスクラブ。

## 沿革
この地は1977年（昭和52年）12月に野田醤油生活協同組合の中根本店として開業されていたが、隣接地に店舗だけでなく、野田醤油生活協同組合の経営するテニス・クラブとして、1980年（昭和55年）4月にオープンした。
生協テニスクラブは昭和50年代に、野田市初のテニスコートとして盛況した。
1980年代にはテニスブームとなり、野田市テニス協会・野田市民テニス大会が発足し、オークランド・テニスクラブ（1983年）や、ロイヤルSC・テニスクラブ（1987年）など続々とオープンした。
昭和50年代当時はソフトテニスにも使用されていたが、後に硬式テニス専用とされた。
野田醤油生活協同組合は、1993年（平成5年）にコープのだ生協となり、さらに2003年（平成15年）にエルコープとなり、2012年（平成24年）からはパルシステム千葉とされた。
しかし、周辺の住宅街化が進み、騒音や施設の老朽化、また少子高齢化の影響で老人ホーム開発計画などもあり、2014年（平成26年）11月に閉鎖された。現在のパルシステム千葉に隣接する「いきいきタウンのだ」がその跡地である。

## 営業時間
- 365日年中無休、年末年始も営業。
- 6：00～9：00　日曜日～土曜日　野田市立第二中学校 テニス部
- 9：00～12：00　日曜日　テニス・サークル1部
- 12：00～15：00　日曜日　テニス・サークル2部
- 15：00～18：00　日曜日　テニス・サークル3部
- 9：00～12：00　月曜日～土曜日　テニス・サークル
- 13：00～16：00　土曜日　テニス・スクール
- 13：00～16：00　火曜日　軟式ソフト・テニス
- 12：00～日没　月曜日・水曜日～金曜日　フリー・タイム
- 16：00～日没　火曜日・土曜日　フリー・タイム

## 年会費
- 1980年～1983年　4月～9月：￥8,500　10月～3月：￥8,000

＝1年：￥16,500
- 1984年～1988年　4月～9月：￥10,000　10月～3月：￥9,000

＝1年：￥19,000
- 1989年～1990年　　4月～9月：￥10,320　　10月～3月：￥9,270

＝1年：￥19,590（消費税3%導入）
- 1981年～1992年　　4月～9月：￥10,370　　10月～3月：￥9,270

＝1年：￥19,640（税込）
- 1993年～1995年　　4月～9月：￥10,570　　10月～3月：￥9,270

＝1年：￥19,840（税込）
- 1996年～1997年　　4月～9月：￥15,750　　10月～3月：￥15,450

＝1年：￥31,200（消費税5%導入）
- 1998年～2002年　　4月～9月：￥17,150　　10月～3月：￥15,750

＝1年：￥32,900（税込）
- 2003年～2014年　　4月～9月：￥15,750　　10月～3月：￥15,750

＝1年：￥31,500（税込）

## 運営団体
- 1980年～1993年　野田醤油生活協同組合
- 1993年～2003年　コープのだ生活協同組合
- 2003年～2012年　エルコープ
- 2012年～2014年　パルシステム千葉

## 所属選手
- S.K氏[誰?]（1950-　）　流山市テニス協会理事・平和台テニスクラブ会長。新日本プロレス社長。
- N.Y氏[誰?]（1960-　）　野田市民テニス大会シングルス・ダブルス最多優勝記録者。

## 主な試合
親善試合　
- 春：毎年　5月3日
- 秋：毎年　11月3日